# Francisco Sáenz de Tejada
Francisco Sáenz de Tejada y Olózaga (1895-1966) fue un político y magistrado español, gobernador civil en varios destinos durante la dictadura franquista. Ostentó el título nobiliario de ii barón de Benasque.

## Biografía
Hijo de Blanca Olózaga Ruiz y de Francisco Sáenz de Tejada y Mancebo, nació el 14 de julio de 1895 en la localidad de Arnedo, perteneciente a la provincia de Logroño.
Desempeñó el cargo de concejal del Ayuntamiento de Madrid durante la dictadura de Miguel Primo de Rivera.
Doctor en derecho, contrajo matrimonio en 1927 en Vitoria con Amalia de Zulueta y Echevarría.
Marín Corbera le atribuye una filiación política tradicionalista, mientras que Cantabrana Morras lo describe como próximo al tradicionalismo pero «ante todo integrista». Vinculado a la Asociación Católica Nacional de Propagandistas, en el transcurso de la guerra civil, llegó a ser nombrado en 1937 gobernador civil de la provincia de Lugo; ejerció de gobernador civil de la provincia de Cáceres (en la zona franquista), tomando posesión del cargo el 15 de marzo de 1937. Posteriormente también fue gobernador civil durante la dictadura de las provincias de Álava, Zaragoza, Guipúzcoa y Baleares.
Consejero nacional de FET y de las JONS, desempeñó en calidad de tal el cargo de procurador en las Cortes franquistas entre 1943 y 1958.
Magistrado del Tribunal Supremo, falleció en Madrid el 28 de septiembre de 1966.

## Distinciones
- Medalla de Oro al Mérito Social Penitenciario (1944)[14]
- Gran Cruz de la Orden del Mérito Civil (1944)[15]
- Cruz de Honor de San Raimundo de Peñafort (1945)[16]
- Hijo Predilecto de Arnedo[1]